# Ariel Beltramo
Ariel Ceferino Beltramo (Brinkmann, Provincia de Córdoba, 20 de agosto de 1969) es un exfutbolista argentino. Jugaba de delantero.

## Trayectoria
Ariel Ceferino Beltramo se inició como futbolista en 1985 en el Club Atlético Talleres, un año más tarde pasaría a River Plate donde permanecería durante dos temporadas. Luego sería transferido al Club Deportivo Armenio y en 1992 sería fichado por la Universidad de Chile club donde estuvo hasta 1993.
Después juega por Universitario de Deportes en 1994. Tras su paso por el Perú regresó a su país natal para militar en el Club de Gimnasia y Esgrima La Plata y un año más tarde regresaría a Chile donde sería acogido por Palestino en 1996 con el cual anotó 11 goles en 25 encuentros. Luego pasó por el Deportivo Municipal de Guatemala, el Deportes Tolima de Colombia y el Maccabi Ahi Nazareth de Israel. En el año 2000 decidió emigrar hacia Italia país en el cual jugaría en seis equipos diferentes hasta su retiro del fútbol en 2009. Desde entonces, se ha dedicado a la dirección técnica de Categorías menores (Córdoba Calcio).

## Clubes
| Club                        | País      | Año       |
| --------------------------- | --------- | --------- |
| Lanús                       | Argentina | 1989-1990 |
| River Plate                 | Argentina | 1990-1991 |
| Deportivo Armenio           | Argentina | 1991-1992 |
| Universidad de Chile        | Chile     | 1992-1993 |
| Universitario de Deportes   | Perú      | 1994      |
| Gimnasia y Esgrima La Plata | Argentina | 1995      |
| Palestino                   | Chile     | 1996      |
| Deportivo Municipal         | Guatemala | 1997-1998 |
| Deportes Tolima             | Colombia  | 1998      |
| Maccabi Ahi Nazareth        | Israel    | 1999-2000 |
| FC Francavilla              | Italia    | 2000      |
| Calcio Chieti               | Italia    | 2001      |
| AS Camerino                 | Italia    | 2001-2003 |
| AS Biagio Nazzaro           | Italia    | 2003-2004 |
| AS Torrese Calcio           | Italia    | 2004-2005 |
| SS Ostra Calcio             | Italia    | 2005-2006 |

## Director Técnico
| Club      | País      | Año  |
| --------- | --------- | ---- |
| Lasallano | Argentina | 2024 |